# Concorde Affaire '79
Concorde Affaire '79 è un film del 1979, diretto da Ruggero Deodato che si firmò con lo pseudonimo Roger Deodato.
Uscito l'anno prima del controverso Cannibal Holocaust, Concorde Affaire '79 era nato con ambizioni alte ed un cast internazionale, ma ebbe comunque un costo molto basso.
Può essere considerato come una versione italiana delle celebre saga cinematografica hollywoodiana di Airport (comprendente quattro film girati tra il 1970 ed il 1980).

## Trama
Un volo di collaudo di un Concorde che parte da Londra diretto a Caracas precipita in mare, vicino alle Antille. Un giornalista sospetta subito di un sabotaggio, e va alla ricerca di una hostess superstite, per avere maggiori informazioni. Alla fine scopre che una multinazionale vuole screditare il nuovo modello di jet.

## Produzione
Venne realizzato in Martinica, a New York, Londra, Roma e Parigi.

## Accoglienza
Distribuito nel circuito cinematografico italiano il 23 marzo 1979, la pellicola ebbe un certo successo commerciale, seppur non straordinario, in virtù dei bassi costi di realizzazione: fu il 96º miglior incasso della stagione cinematografica 1978-1979.